# Guillem d'Occam
|  | Per a altres significats, vegeu «Sant Guillem (desambiguació)». |

Guillem d'Occam (anglès: William of Ockham)  (Ockham, 1287 ↔ 1288 - Múnic, c. 9 d'abril de 1349) fou un filòsof escolàstic i teòleg franciscà anglès, que es creu que va néixer a Ockham, un petit poble de Surrey. Es considera una de les figures més importants del pensament medieval i va estar al centre de les principals controvèrsies intel·lectuals i polítiques del segle XIV. És conegut comunament per la navalla d'Occam, el principi metodològic que porta el seu nom, i també va fer treballs significatius sobre lògica, física i teologia. És commemorat com a sant per l'Església d'Anglaterra el 10 d'abril.

## Biografia
Aproximadament entre els vuit i els tretze anys va ingressar a l'orde franciscà en un convent de Londres. L'any 1306 va ser nomenat sotsdiaca a Southwark (Londres) i cap a l'any 1310 (quan tenia 20 anys) va començar la formació teològica que donà per acabada l'any 1317 a Oxford, sense haver acabat els cursos ni obtenir el títol de mestre; per això se l'anomenava Venerabilis Inceptor ("el venerable principiant"). A partir de llavors fins al 1319 ensenyaria a Oxford i a París, tot i que mai va ser nomenat mestre a causa del fet que les seves doctrines eren considerades gairebé herètiques pels membres de la facultat. És possible que fos alumne de John Duns Escot, però no se sap del cert. L'any 1321 va tornar al convent franciscà de Londres on romania.
L'any 1323 Guillem d'Occam es presentà a la reunió del capítol franciscà de la província, que en aquell any tenia lloc a Bristol, per defensar les seves opinions, ja que era considerat sospitós d'heretgia per alguns dels seus confrares.
El maig de l'any 1324 va ser cridat per la cúria papal d'Avinyó per respondre a acusacions d'heretgia fetes per un antic canceller d'Oxford (John Lutterel). Va romandre a Avinyó sota arrest. Després de dos anys el papa acorda una sentència massa benigna en l'opinió de l'acusador i el papa torna a revisar el cas. No va ser mai condemnat.
Mentrestant, l'any 1327 l'emperador Lluís de Baviera declarava el seu poder per sobre del del papa Joan XXII (el poder civil per sobre de l'eclesiàstic) i els franciscans espirituals s'enfrontaven amb aquest a causa del fet que el papa rebutjava la seva doctrina de pobresa segons la qual Crist i els apòstols no havien posseït mai res i, per tant, totes les propietats havien d'estar "en ús". Michele de Cesena, llavors el màxim dirigent de l'orde franciscà, es coneix amb Guillem d'Occam i aquest s'adhereix al moviment espiritual franciscà, donant-los suport. Lluís de Baviera i l'antipapa Nicolau V (nomenat pel mateix emperador) adonant-se que els espirituals poden ser uns bons aliats, els afavoreixen.
El 26 de maig de 1328, Guillem d'Occam, juntament amb alguns altres espirituals i representants imperials fuig d'Avinyó sentint-se amenaçat i se'n van a Pisa, en aquell moment, propietat de Baviera, on l'emperador els acull i els protegeix. Hi ha una llegenda que diu que Occam es va posar sota la seva protecció dient: "Oh, emperador, protegeix-me amb l'espasa, que jo et protegiré amb la paraula" (En llatí: O imperator, defende me gladio, et ego defendam te verbo). El juny del mateix any Guillem d'Occam és excomunicat per abandonar Avinyó (Provença) sense el permís del papa. L'any 1329 se'n va a Múnic amb Lluís de Baviera perquè l'emperador no pot controlar als senyors italians del lloc. No es mourà més de Múnic. Guillem d'Occam i els franciscans acusaran al papa d'heresiarca. Des d'allí s'enfrontaran obertament a Joan XXII. Ell, escriurà obres de crítica contra el papa i diversos tractats que analitzen el poder civil i l'eclesiàstic. Tot i que l'any 1334 Joan XXII mor, Guillem d'Occam i els franciscans espirituals continuen enfrontant-se amb el seu successor Benet XII.
Michele de Cesena mor l'any 1342 i Guillem es converteix en el cap dels espirituals oposats al papa, ja que el seu antecessor l'havia nomenat vicari. Lluís de Baviera és destituït l'any 1346 i mor l'any següent. Guillem morirà a Múnic l'any 1347.

## Pensament filosòfic

Quaestiones in quattuor libros sententiarum

En l'escolàstica, Guillem d’Ockham defensava la reforma tant en mètodes com en continguts, l’objectiu de la qual era la simplificació. William va incorporar gran part de l'obra d'alguns teòlegs anteriors, especialment Duns Scot, per exemple les seves conviccions ètiques. Tanmateix, també va reaccionar contra Escot en les àrees de predestinació, penitència, comprensió dels universals, distinció formal aplicat a les coses creades, i la seva visió de la parsimònia que es va conèixer com la navalla d'Occam.

### Fe i raó
Guillem d'Ockham va defensar el fideisme, afirmant que "només la fe ens dona accés a les veritats teològiques. Els camins de Déu no estan oberts a la raó, perquè Déu ha escollit lliurement crear un món i establir-hi un camí de salvació, a part de les lleis necessàries que la lògica o la racionalitat humana puguin descobrir."  Argumentava que la ciència era una qüestió de descobriment i veia Déu com l’única necessitat ontològica. La seva importància com a teòleg rau en el seu interès fortament desenvolupat en el mètode lògic i per prioritzar un plantejament crític abans que construir sistemes.

### Nominalisme
Guillem d'Ockham va ser un pioner del nominalisme, i alguns el consideren el pare de l'epistemologia moderna, a causa de la seva ferma argumentació que només existeixen els individus, en lloc dels universals, les essències o les formes supraindividuals, i que els universals són el producte de l'abstracció dels individus per la ment humana i no tenen existència extra-mental. Va negar l'existència real d’universals metafísics i va defensar la reducció de l'ontologia. Guillem d'Ockham de vegades es considera un defensor del conceptualisme més que del nominalisme, ja que mentre els nominalistes sostenien que els universals eren simplement noms, és a dir, paraules en lloc de realitats existents, els conceptualistes sostenien que eren conceptes mentals, és a dir, els noms eren noms de conceptes, que existeixen, encara que només en la ment. Per tant, el concepte universal té per objecte, no una realitat existent al món exterior a nosaltres, sinó una representació interna que és producte del propi enteniment i que "suposa" en la ment les coses a què la ment l'atribueix; és a dir, manté, de moment, el lloc de les coses que representa. És el terme de l’acte reflexiu de la ment. Per tant, l’universal no és una mera paraula, com ensenyava Roscelin, ni un sermo, com sostenia Peter Abelard, és a dir, la paraula que s'utilitza en la frase, sinó el substitut mental de les coses reals i el terme del procés reflexiu. Per aquest motiu, a vegades William també ha estat anomenat "terminista", per distingir-lo d'un nominalista o d'un conceptualista.
Guillem d'Ockham era un voluntarista teològic que creia que si Déu ho hagués volgut, s'hauria pogut encarnar com un ruc o un bou, o fins i tot com un ruc i un home alhora. Va ser criticat per aquesta creença pels seus companys de teologia i filòsofs.

### Raonament eficient
Una important contribució que va fer a la ciència moderna i a la cultura intel·lectual moderna va ser un raonament eficient amb el principi de parsimònia en l'explicació i la construcció de teories que es va conèixer com Navalla d'Occam. Aquesta màxima, tal com va interpretar Bertrand Russell, sosté que si es pot explicar un fenomen sense suposar aquesta o aquella entitat hipotètica, no hi ha cap motiu per assumir-lo, és a dir, que sempre s'ha d'optar per una explicació amb les menors causes, factors o variables possibles. Va convertir això en una preocupació per la parsimònia ontològica; el principi diu que no s'ha de multiplicar les entitats més enllà de la necessitat - Entia non sunt multiplicanda sine necessitate - tot i que aquesta coneguda formulació del principi no es troba en cap dels escrits existents d'Occam. Ell el va formular així: "Perquè res no s'hauria de plantejar sense donar una raó, tret que sigui evident (conegut literalment per si mateix) o conegut per experiència o demostrat per l'autoritat de la Sagrada Escriptura". Per a Guillem d'Ockham, l'única entitat realment necessària és Déu; tota la resta és contingent. Per tant, no accepta el principi de raó suficient, rebutja la distinció entre essència i existència i s'oposa a la doctrina tomista de l’intel·lecte actiu i passiu. El seu escepticisme a què porta la seva petició ontològica de parsimònia apareix en la seva doctrina que la raó humana no pot demostrar ni la immortalitat de l'ànima; ni l'existència, la unitat i l’infinit de Déu. Sosté que aquestes veritats són conegudes només per revelació.

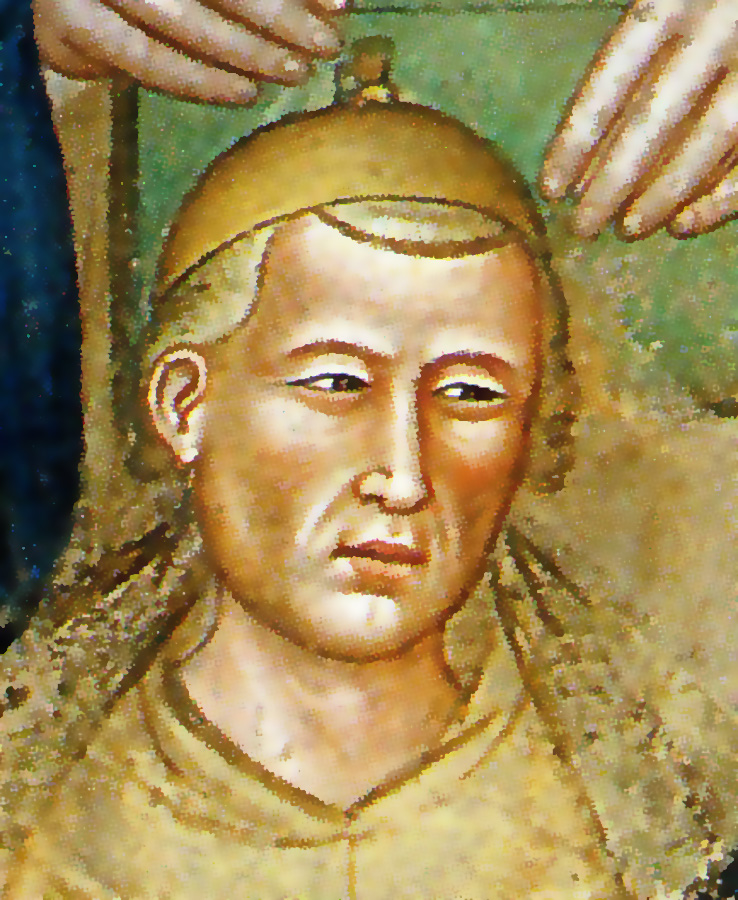
Guillem d'Occam representat al fresc d'Andrea Bonaiuto a la Capella dels Espanyols de Santa María Novella de Florència (1365-1367)

### Filosofia natural
Va escriure molt sobre filosofia natural, incloent un llarg comentari sobre la física d'Aristòtil. Segons el principi de parsimònia ontològica, sosté que no cal disposar entitats en les deu categories d'Aristòtil; per tant, no cal la categoria de quantitat, ja que les entitats matemàtiques no són "reals". Les matemàtiques s'han d’aplicar a altres categories, com ara les categories de substància o qualitats, anticipant així el renaixement científic modern mentre es viola la prohibició aristotèlica de la metàbasi.

### Teoria del coneixement
En la teoria del coneixement, William va rebutjar la teoria escolàstica de les espècies, com a innecessària i no recolzada per l'experiència, a favor d'una teoria de l'abstracció. Aquest va ser un desenvolupament important en l’ epistemologia baixmedieval. També va distingir entre cognició intuïtiva i abstracta; la cognició intuïtiva depèn de l'existència o inexistència de l'objecte, mentre que la cognició abstractiva "abstrau" l'objecte del predicat d'existència. No hi ha consens entre els intèrprets sobre els rols d’aquests dos tipus d’activitats cognitives.
Guillem d'Ockham també és cada vegada més reconegut com un important contribuidor al desenvolupament d'idees constitucionals occidentals, especialment les del govern amb responsabilitats limitades. Va ser un dels primers autors medievals a defensar una forma de separació entre l'Església i l'Estat, i va ser important per al desenvolupament primerenc de la noció de drets de propietat. Les seves idees polítiques són considerades com a "naturals" o "seculars", que sostenen un absolutisme secular. Les opinions sobre la rendició de comptes monàrquica exposades al seu Diàleg (escrit entre 1332 i 1347) van influir molt en el moviment conciliarista.
Guillem va defensar la separació completa de la regla espiritual i la regla terrenal. Apuntava que el papa i els homes de l'església no tenen cap dret ni motiu per assimilar-se a un govern laic per exemple tenint propietats, citant 2 Tim. 2: 4. Això pertany únicament als governants terrenals, que també poden acusar el papa de crims, si cal. De totes formes no es pot dir que fos un teòric de la ciència política, els seus escrits estaven influïts per les controversies entre l'emperador i el papat.
Després del pecat original, Déu havia donat als homes, inclosos els no cristians, dos poders: la propietat privada i el dret a establir els seus governants, que havien de servir l'interès de la gent, no alguns interessos especials. Així, va precedir Thomas Hobbes en la formulació de la teoria dels contractes socials juntament amb els erudits anteriors.
Guillem d'Ockham va dir que els franciscans van evitar tant la propietat privada com la comuna mitjançant l'ús de productes bàsics, inclosos aliments i roba, sense cap dret, amb només usus facti, la propietat que encara pertany al donant de l'article o al papa. Els seus oponents, com el papa Joan XXII, van escriure que l'ús sense cap propietat no es pot justificar.
Així, les disputes sobre l’heretgia dels franciscans van portar Guillem d’Ockham i altres a formular alguns fonaments de la teoria econòmica i la teoria de la propietat.

### Lògica
En lògica, Guillem d'Occam va escriure en paraules les fórmules que més tard s'anomenarien les lleis de De Morgan, i va reflexionar sobre la lògica ternària, és a dir, un sistema lògic amb tres valors de veritat; un concepte que es reprendria en la lògica matemàtica dels segles XIX i XX. Les seves contribucions a la semàntica, especialment a la teoria de la suposició de maduració, encara són estudiades pels lògics. Guillem d'Ockham va ser probablement el primer lògic en tractar efectivament els termes buits en la sil·logística aristotèlica; va idear un terme buit de semàntica que s'ajustava exactament al sil·lògic. En concret, un argument és vàlid segons la semàntica d'Occam si i només si és vàlid segons els Analítics Primers.

### Ockhamisme
S'ha dit que el seu pensament i obres van poder rebre la influència de diverses figures i obres literàries baixmedievals, especialment de Geoffrey Chaucer, però també Jean Molinet, el poeta Gawain, François Rabelais, John Skelton, Julian de Norwich, el York i Townely Plays, així com romanços renaixentistes. Només en molt pocs d’aquests casos és possible demostrar vincles directes amb Guillem d’Ockham o els seus textos. Les correspondències entre filosofia / teologia ockhamista i nominalista i textos literaris des de l’època medieval fins a la postmoderna han estat discutides dins del paradigma acadèmic del nominalisme literari . Erasme, en el seu Elogi de la follia, el va criticar juntament amb Duns Escot perquè alimentava controvèrsies innecessàries a l’interior de l’Església.

## Obres
Les obres de Guillem d'Occam es poden dividir entre filosòfiques, teològiques i polítiques. Aquestes són les principals: 

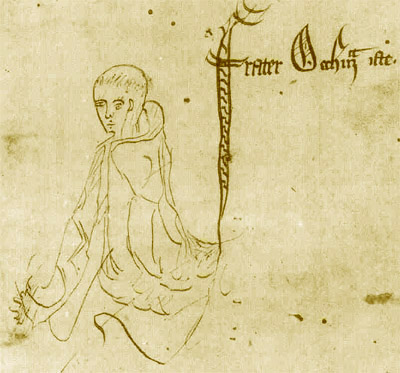
Dibuix en la portada d'un exemplar de la Lògica que es conserva a Cambridge (1341).

### Filosòfiques i teològiques
- Opera philosophica et theologica
  - Summa logicae (1328): Tractat de lògica dividit en tres parts (Pars prima, Pars secunda i Pars tertia).
  - Quodlibeta septem (1327): Comentari de les Sentències de Pere Llombart
- Quaestiones in octo libros physicorum (1324): Tractat de física i principal obra d'Occam en aquesta matèria
- Major summa logices

### Polítiques
- Dialogus super dignitate papali regia (1338): Explica, amb forma de diàleg, l'autoritat eclesiàstica de la cort pontifícia.
- Tractatus de imperatorum et pontificum potestate (1347); On explica els poders de l'emperador i els del papa, segons com hauria de ser en la seva opinió.
- Compendium errorum Johannis Papae XXII (1334): On enumera tots els errors del pontífex
- Dialogus in tres partes diatinctus (1343)

## Doctrina filosòfica
En el debat dels Universals adopta una posició nominalista:
- L'Univers no existeix en si mateix ni en cap altra cosa, només existeixen els individus singulars dotats de qualitats també singulars.
- L'Univers és un concepte mental amb el qual ens referim a una pluralitat d'individus semblants.
- És un signe que ens remet i es refereix a les coses o entitats individuals.
- Apunta directament a la cosa i no al concepte, encara que hi estigui subordinat.